# Gare de Lamure-sur-Azergues
Gare de Lamure-sur-Azergues vasútállomás Franciaországban, Lamure-sur-Azergues településen.

## Vasútvonalak
Az állomást az alábbi vasútvonalak érintik:
- Paray-le-Monial-Givors-Canal-vasútvonal

## Kapcsolódó állomások
A vasútállomáshoz az alábbi állomások vannak a legközelebb:
- Gare de Chauffailles
- Gare de Chamelet